# Christmas Bowl
O Christmas Bowl (クリスマスボウル, Kurisumasu Bōru) é o jogo-torneio anual de futebol americano colegial do Japão. De forma similar ao Super Bowl, os dois melhores times do país vão ao Estádio de Tóquio para disputar o título do campeonato. Assim como a maioria das ligas de futebol americano, o campeonato abrange duas regiões — Kantō e Kansai — e o campeão de cada região disputa o torneio. A competição é realizada desde 1970, sendo quase tão antiga quanto o Super Bowl, que é realizado desde 1967 na época do Natal.